# Champions League of Darts
De Champions League of Darts was een darttoernooi van de Professional Darts Corporation. Het toernooi was in 2016 opgericht door de PDC en werd ieder jaar in september gehouden. Het was een toernooi dat niet meetelde voor de wereldranking, de PDC Order of Merit. Het vond plaats in de Motorpoint Arena in Cardiff. Daarna werd het gehouden in Brighton (2018) en Leicester (2019). Het deelnemersveld bestond uit de top-8 van de PDC Order of Merit. 
Sinds de 2e editie was de titelhouder automatisch geplaatst voor de volgende editie. Hierdoor werd het mogelijk dat een speler kan deelnemen terwijl deze op enig moment buiten de top-8 is gekwalificeerd. In dat geval kunnen slechts de beste 7 spelers van de PDC Order of Merit deelnemen. 
Het toernooi werd uitgezonden door de BBC. Voor de BBC was dit het eerste PDC-toernooi dat zij uitzonden; deze omroep zond voorheen alleen wedstrijden uit van de BDO. Het toernooi bestond uit een groepsfase met twee groepen van ieder vier spelers die het tegen elkaar opnemen. De top-2 van iedere groep neemt het tegen elkaar op in de knock-outfase die bestaat uit een halve finale en een finale. 
In 2020 ging de Champions League of darts niet door, wegens het coronavirus. Daarna keerde het toernooi niet meer terug en zijn er dus slechts 4 edities gespeeld.

## Finales
| Jaar | Winnaar (gemiddelde in finale)          | Legs                                    | Runner-Up (gemiddelde in finale)        | Locatie                                 |
| ---- | --------------------------------------- | --------------------------------------- | --------------------------------------- | --------------------------------------- |
| 2016 | Phil Taylor (98.97)                     | 11 – 5                                  | Michael van Gerwen (100.92)             | Motorpoint Arena, Cardiff               |
| 2017 | Mensur Suljović (87.85)                 | 11 – 9                                  | Gary Anderson (98.03)                   | Motorpoint Arena, Cardiff               |
| 2018 | Gary Anderson (101.47)                  | 11 – 4                                  | Peter Wright (93.85)                    | Brighton Centre, Brighton               |
| 2019 | Michael van Gerwen (100.87)             | 11 – 10                                 | Peter Wright (97.42)                    | Morningside Arena, Leicester            |
| 2020 | Editie werd geannuleerd wegens COVID-19 | Editie werd geannuleerd wegens COVID-19 | Editie werd geannuleerd wegens COVID-19 | Editie werd geannuleerd wegens COVID-19 |

2016 ·
2017 ·
2018 ·
2019 ·
2020